# Cyanide and Happiness
Cyanide and Happiness je internetski strip, kojeg svakodnevno objavljuju četiri autora: Kris Wilson, Rob DenBleyker, Matt Melvin i Dave McElfatrick na internet stranici Explosm.net. Autori podržavaju njegovo dijeljenje, te se često nalazi i na raznim društvenim mrežama, blogovima te internetskim forumima. Popularnost stripa autori objašnjavaju njegovom kontroverznošću.

## Povijest
Započeo je kao mali niz stripova koje je nacrtao Kris Wilson kad je imao 16 godina, te je pokrenuo vlastitu web stranicu Comicazi. Webmasteri stranice Sticksuicide, Matt Melvin, Rob DenBleyker i Dave McElfatrick pokrenuli su novu stranicu Explosm.net, te su prepoznavši potencijal u Krisovim stripovima, pozvali ga da radi s njima. Prvi strip je objavljen 26. siječnja 2005., te od tada su objavljivani gotovo svaki dan.

## Stil
Stil stripa opisivan je kao mračan, ciničan i često uvredljiv. Iako ima i neuvredljivih tema, ostale često uključuju invalidnost, terorizam, silovanje, rak, ubojstvo, nekrofiliju,pedofiliju, parafiliju, spolno prenosive bolesti i samoozljeđivanje.
Svega je nekoliko likova koji se pojavljuju više puta (npr. Charles i njegova djevojka, Purple-Shirted Eye Stabber (Bodač očiju u ljubičastoj majici), Dr. Baby, Obese Maurice (Pretili Maurice), superheroji poput Seizure Mana i Super Jerka) dok su ostali bez karakterizacije, te zbog jednostavnog načina crtanja uglavnom ih se međusobno razlikuje samo po boji majice. U nekim nepomičnim stripovima korištena je animacija, a dosad su snimili i 30 animiranih skečeva.

## Vanjske poveznice
- Službena stranica  Arhivirana inačica izvorne stranice od 9. veljače 2013. (Wayback Machine)